# Озёрное (Зерендинский район)
Озёрное (каз. Озёрный) — упразднённое село в Зерендинском районе Акмолинской области Казахстана. Входило в состав Симферопольского сельского округа. 

## География
Село располагалось на севере района, в 51 км на север от центра района села Зеренда, в 4 км на север от центра сельского округа села Симферопольское.

## История
Ликвидировано в 2006 г.

## Население
В 1989 году население села составляло 56 человек (из них русских 42%).
В 1999 году население села составляло 14 человек (7 мужчин и 7 женщин).
| Численность населения | Численность населения |
| 1989                  | 1999                  |
| --------------------- | --------------------- |
| 56                    | ↘14                   |